# Phare de Bjuröklubb
Le phare de Bjuröklubb (en suédois : Bjuröklubbs fyr) est un feu situé sur le promontoire à 15 km de Lövånger, de la commune de Skellefteå, dans le comté de Västerbotten (Suède).

## Histoire
Bjuröklubb est un promontoire marquant la limite entre la baie de Botni et le détroit du nord de Kvarken. Localisé sur un promontoire environ 15 km (9 mi) nord-est de Lövönger.
La station des pilotes date de 1821 et la station légère de signalisation maritime de 1859. Ce phare est la lumière de débarquement pour le port de Skellefteå, marquant l'entrée du sud menant à la ville. Il a été électrifié en 1949 et il est automatisé depuis 1970 et il est toujours équipé de sa lentille de Fresnel de 2e ordre.
La station a été rénovée en 2006-07. Elle inclut maintenant un café et un centre de conférence, avec des logements de nuit disponibles. La zone est une réserve naturelle avec des sentiers de randonnée.

## Description
Le phare  est une tour octogonale en pierre brute surmontée d'une grande lanterne de 7,5 mètres de haut, attachée à une maison de gardien et à la station des pilotes. La maison est jaune et le dôme de la lanterne est blanc. Son feu à occultations émet, à une hauteur focale de 51 mètres, un long éclat blanc toutes les 10 secondes. Sa portée nominale est de 18,5 milles nautiques (environ 34 km).
Identifiant : ARLHS : SWE-094 ; SV-0697 - Amirauté : C5826 - NGA : 11356.

## Caractéristique dufeu maritime
Fréquence : 10 secondes (W)
- Lumière : 8 secondes
- Obscurité : 2 secondes

|                            |
| La péninsule de Bjuröklubb |

|                       |
| Le phare anciennement |

### Lien connexe
- Liste des phares de Suède